# Pearl
För andra betydelser, se Pearl (olika betydelser).
Pearl är ett musikalbum av Janis Joplin. Det gavs ut på Columbia Records i januari 1971, fyra månader efter sångerskans död den 4 oktober 1970. Albumet spelades in med gruppen Full Tilt Boogie Band. Det blev en storsäljare och innehåller flera av Joplins största hitsinglar såsom Billboard-ettan "Me and Bobby McGee" och "Cry Baby". A cappella-låten "Mercedes Benz" blev den sista låten som hon spelade in. Låten "Buried Alive in the Blues" hörs som instrumental låt på albumet då Janis Joplin hann avlida innan sången spelats in. Hon hade dock hunnit godkänna att låten skulle finnas med på skivan. I Sverige blev Joplins egenkomponerade "Move Over" en hit på Tio i topp-listan där den låg fem veckor med en fjärdeplats som bästa placering. I USA var det istället singelns andra sida, "Get It While You Can", som nådde listplacering med #78 på Billboard Hot 100. Skivomslaget fotades av Rolling Stone-fotografen Baron Wolman.
Skivan blev listad som #122 i magasinet Rolling Stones lista The 500 Greatest Albums of All Time.

## Låtlista
1. "Move Over" (Janis Joplin) – 3:43
2. "Cry Baby" (Bert Berns, Jerry Ragovoy) – 3:58
3. "A Woman Left Lonely" (Spooner Oldham, Dan Penn) – 3:29
4. "Half Moon" (John Hall, Johanna Hall) – 3:53
5. "Buried Alive in the Blues" (Nick Gravenites) – 2:27
6. "My Baby" (Ragovoy, Mort Shuman) – 3:45
7. "Me and Bobby McGee" (Fred Foster, Kris Kristofferson) – 4:31
8. "Mercedes Benz" (Joplin, Mike McClure, Bob Neuwirth) – 1:47
9. "Trust Me" (Bobby Womack) – 3:17
10. "Get It While You Can" (Ragovoy, Shuman) – 3:33
11. "Tell Mama (live)" (Clarence Carter, Marcus Daniel, Wilbur Terrell) – 6:32 *
12. "Little Girl Blue (live)" (Lorenz Hart, Richard Rodgers) – 3:56 *
13. "Try (Just a Little Bit Harder) (live)" (Ragovoy, Chip Taylor) – 6:52 *
14. "Cry Baby (live)" (Berns, Ragovoy) – 6:29 *

(* Bonuslåtar på 1999 års CD-utgåva)

## Listplaceringar
| Lista (1971)   | Position                  |
| -------------- | ------------------------- |
| Australien     | 1 (Go Set)                |
| Danmark        | 2                         |
| Kanada         | 1 (RPM)                   |
| Nederländerna  | 1                         |
| Norge          | 1 (VG-lista)              |
| Storbritannien | 20 (UK Albums Chart)      |
| Sverige        | 3* (Kvällstoppen)         |
| USA            | 1 (Billboard 200)         |
| USA            | 13 (Billboard R&B Albums) |
| Västtyskland   | 3                         |